# Koen De Bouw
Koen De Bouw [kun.dǝˈbau], né le 30 septembre 1964 à Anvers, est un acteur belge.

## Biographie
Koen De Bouw suit une formation comme acteur au Studio Herman Teirlinck à Anvers. Il est l'époux de Chantal Leyers avec qui il a deux enfants.
Il a joué dans le feuilleton télévisé Thuis.

## Filmographie

### Cinéma
- 1986 : Caught (court métrage) de Peter van Kraaij
- 1990 : Han de Wit de Joost Ranzijn : Han de Wit
- 1991 : Eline Vere de Harry Kümel : Paul van Raat
- 1991 : Yuppies (court métrage) d'Erik Van Looy
- 1992 : Minder dood dan de anderen de Fran Buyens : le frère
- 1997 : Straffe koffie (court métrage) de Drik Beliën
- 1998 : A la recherche du passé (Left Luggage) de Jeroen Krabbé : le père, à 20 ans
- 1999 : Shades d'Erik Van Looy : Bob
- 2000 : Falling Rocks de Peter Keglevic : Phil
- 2000 : Lijmen/Het been de Robbe De Hert : Frans Laarmans
- 2001 : Vallen de Hans Herbots : Benoît
- 2002 : Bella Bettien de Hans Pos : Velibor
- 2002 : Science Fiction de Danny Deprez : Rick Decker
- 2003 : La Mémoire du tueur (De Zaak Alzheimer) d'Erik Van Looy : Eric Vincke
- 2005 : De Indringer de Frank van Mechelen : Tom Vansant
- 2005 : Knokke Boulevard (court métrage) de Hendrik Verthé : Eric Murphy
- 2005 : Exit (court métrage) de Dave van den Heuvel : John
- 2005 : Verlengd weekend de Hans Herbots : Christian Van den Heuvel
- 2006 : Tempête en haute mer (Windkracht 10 - Koksijde Rescue) de Hans Herbots : Mark Van Houte
- 2007 : Vermist de Jan Verheyen : Walter Sibelius
- 2008 : Loft d'Erik Van Looy : Chris Van Outryve
- 2009 : Terug naar de kust de Will Koopman : Harry
- 2010 : Dossier K. de Jan Verheyen : Eric Vincke
- 2010 : Smoorverliefd de Hilde Van Mieghem : Bert
- 2011 : Germaine (Groenten uit Balen) de Frank van Mechelen : Mijnheer Verheyen
- 2012 : Brasserie romantique (Brasserie Romantiek) de Joël Vanhoebrouck : Frank
- 2013 : Le Verdict (Het vonnis) de Jan Verheyen : Luc Segers
- 2013 : Los Flamencos de Daniel Lambo : Swiggers
- 2016 : Broer de Geoffrey Enthoven : Mark
- 2016 : Caffe de Cristiano Bortone : le père de Vincent
- 2016 : Menace sur la Maison Blanche (De Premier) d'Erik Van Looy : le premier ministre
- 2017 : Double face (Het tweede gelaat) de Jan Verheyen : Eric Vincke
- 2019 : Bastaard de Mathieu Mortelmans : Filip
- 2019 : U-235 (Torpedo) de Sven Huybrechts : Stan
- 2020 : L'Homme qui a vendu sa peau (The Man Who Sold His Skin) de Kaouther Ben Hania : Jeffrey Godefroi
- 2022 : Nowhere de Peter Monsaert : André
- 2022 : Le Mystère du livre sacré (Zeppos - Het Mercatospoor) de Douglas Boswell : Victor Barral
- 2023 : Wil de Tim Mielants : le père Metdepenningen
- 2024 : The Last Front de Julien Hayet-Kerknawi : le père Metdepenningen
- 2024 : Julie se tait (Julie Zwijgt) de Leonardo Van Dijl : Tom
- 2024 : Largo Winch : Le Prix de l'argent d'Olivier Masset-Depasse : Rudy Gessner
- 2025 : Reflet dans un diamant mort

### Télévision

#### Séries télévisées
- 1989 : Langs de kade, 1 épisode : Docteur
- 1991 : 12 steden, 13 ongelukken, 1 épisode : Ron
- 1991 : F.C. De Kampioenen, 1 épisode : Wouter Smeets
- 1993 : Bex & Blanche, 1 épisode
- 1993 : Moeder, waarom leven wij ? (mini-série) : Louis
- 1995-1996 : Ons geluk, 3 épisodes : Frans
- 1995-1996 : Wittekerke, 42 épisodes : Stef Tavernier
- 1996 : De kotmadam, 1 épisode : le candidat praeses
- 1996-1999 : Heterdaad, 3 épisodes : Kurt Van Kampenhout / Alex Cools
- 1997 : Thuis, 1 épisode : Lou Swertvaeghers
- 1997-1998 : Windkracht 10 , 3 épisodes : Mark Van Houte
- 1998 : Deman, 1 épisode : Mario Tytgat
- 1999 : Engeltjes
- 1999 : Flikken, 4 épisodes : Erik Francken
- 2001 : Recht op recht, 1 épisode : Dennis Moerman
- 2001 : Baantjer, 1 épisode : Francesco Fiorini
- 2001-2002 : Stille waters, 10 épisodes : Rob de Laet
- 2002-2004 : Sedes & Belli, 19 épisodes : Frank Sedes
- 2004 : Rupel, 2 épisodes : Peter Huybrechts
- 2006 : Koning van de wereld, 5 épisodes : Romain Vandewalle
- 2007 : Aspe, 1 épisode : Maarten Box
- 2008-2011 : Witse, 3 épisodes : Peter Claessens / Dirk Nuyens
- 2008-2014 : Urgence disparitions, 20 épisodes : Walter Sibelius
- 2009 : Los zand, 13 épisodes : Willem Hendrickx
- 2010 : Anneliezen, 2 épisodes : Jeroen Van Donuts
- 2012-2013 : Salamandre, 12 épisodes : Joachim Klaus
- 2013 : Safety First, 1 épisode : lui-même
- 2014 : Achter de feiten
- 2014 : Cordon, 8 épisodes : Bob Blyweerts
- 2014 : Deadline 25/5, 8 épisodes : Willem Vermaelen
- 2015 : The Team, 8 épisodes : Frank Aers
- 2015-2018 : Professor T., 39 épisodes : Jasper Teerlinck, le professeur T.
- 2016-2017 : Le Dernier Seigneur (The Last Tycoon), 9 épisodes : Tomas Szep
- 2018 : Bullets, 10 épisodes : Oligarch
- 2019 : Grenslanders, 8 épisodes : Bert Dewulf
- 2020 : HannaH & Co (Heren van Herzele) : Hoofd / Heren van Herzele
- 2020 : Niets te melden, 6 épisodes : Staes
- 2020-2021 : Red Light, 10 épisodes : Sam De Man
- 2021 : Glad IJs, épisodes : Leon Dewaele
- 2022 : Two Summers (Twee Zomers), 6 épisodes : Stef Van Gompel
- 2023 : Dag & nacht, 8 épisodes : Jacob
- 2023 : Splinter, 2 épisodes : Luc
- 2023 : As Long As We Live, 2 épisodes
- 2023 : Alter Ego, 5 épisodes : secondant
- 2024 : Styx, 8 épisodes : Dr Stijn Vrancken
- 2024 : Culte : Liam de Lint

#### Téléfilms
- 2004 : Love Hurts de Susanne Zanke : Klaus
- 2021 : La Petite femelle de Philippe Faucon : le médecin militaire allemand

## Note
1. ↑  (nl) Koen De Bouw - VRT Taalnet